# Riama simoterus
Riama simoterus är en ödleart som beskrevs av  O’shaughnessy 1879. Riama simoterus ingår i släktet Riama och familjen Gymnophthalmidae. Inga underarter finns listade i Catalogue of Life.